# Народне ношње Књажевца и околине
Народне ношње књажевачког краја одликују се разноврсношћу типова народних ношњи, који се јављају на једном простору, а то су: тимочка народна ношња, која се носила у Тимоку и Заглавку и шопска народна ношња која се носила у Буџаку, од којих је и свака је имала своје специфичности и посебан развој. Веома карактеристичан део народне ношње овог краја су вунене двопређне чарапе.

## Народна ношња у Тимоку и Заглавку
Народна ношња у Заглавку и Тимоку подлегла је сличним развојним процесима. Разликујемо три већа карактеристична периода када говоримо о ношњама у овим крајевима:
1.народна ношња у другој половини 19. века до почетка 20. века;
2.народна ношња у периоду између Првог и Другог светског рата;
3.народна ношња од Другог светског рата до савременог доба.

### Мушка ношња у Тимоку и Заглавку
Мушка ношња се одликује следећим елементима: кошуља, јелек, гунче (гуњче) и бреневреци (чакшире) или бреневеци.
Кошуља је пртена, врло ретко памучна (празнична или „стовална”). Рукави су врло широки или на „таслице”, тј. са запонцима. Огрљак је врло узан и по правилу украшен различитим везом, а исто тако и ошвице (пазука”). Кошуља је дугачка, отприлике до колена, јер се гаће врло ретко носе. У доњим селима су се виђале пртене гаће (гаче”), које се носе само лети без чакшира. Кошуља се закопчава испод грла петљама или скопчом (тј. петљама и копчама).
Беневреци су од клашња, т. ј. од сукна. Пређесу се градили од белог сукна, док су у Станојевићево време биле махом од црнога или сугавога. Тур (подупина”) је врло малена, а ногавице доста уске. На доњем крају, ногавице су до листова позади расечене, те се копчама закопчавају. Између беневрека и појаса види се кошуља, за, од прилике, једну шаку, те се држе само за кукове и делују да ће пасти. Беневреци су сви „на ремен”. Спреда су цепке или ркмаче (две) и џеп с десне стране. Испод колена се привезују подврскама (подвезицама), који су најчешће са врло лепим шарама. Свуда су по рубовима извезени гајтани – врвца, које сељанке саме плету од вуненог предива.
Јелек и гунче су увек од црног или сунгавога сукна. Јелек је без рукава и у томе се разликује од гунчета, а уз то је увек и много накићенији гајтанима и повором, изнутра му је с леве стране потплата (џеп). Гунче је са широким рукавима и дугачко је, од прилике до појаса. Лети се носи поглавито јелек, иначе увек јелек и гунче, јелек испод гунчета. (стр. 32)
Преко зиме се носи гуња. Станојевић је описује као шињел: од сукна (црног или чешће сунгавог), дугачка до испод колена. Јака (огрљак) јој је широк отприлике шаку. За гуњу се окачи горе (позади) гугла – капуљача, која се навлачи на главу за време рђавог времена. Али поред јелека, гуњчета и гуње, ѕбог јаке зиме, носе се и антерије или памуклије.
Шубаре су поглавита капа у Заглавку. Оне су најчешће одозго зарубљене и познате су као заглавске баретине. Преко зиме се носе нарочито власнате баретине са ушкама. Оне са једне и друге стране имају по једно власнато парче коже, која се спушта на уво, па се обе вежу једно за друго испод браде, да чувају уши. Пред Први светски рат носиле су се најчешће шиљасто баретине и шајкаче.
Опанке праве само од свињске и говеђе коже. Обувају се врвцама од каолине, ретко кајишима. Врвце сучу сами козари и овчари. Врпце се увијају неколико пута око ноге. Преко зиме се носе голема обљала – големи обојци, који су као калчина, само се увијају по неколико пута око ноге, скоро до колена. Понегде се голема обљала замењује јагњећом или јарећом кожом.
Чарапе су им кратке – наглавци и завлаче их у ногавице.
Поред свакодневног сваки сељак има и стајаће одело које се носи само празницима, оно се не разликује пуно од свакодневног, јер народн не воли мхого да се кицоши и носи се просто.

### Женска ношња у Тимоку и Заглавку
До пред Први светски рат жене су носиле трвеље, када су се виђали код понеких старијих жена.
Кошуља је као и мушка само дужа до листова, огрљак је нешто ужи и друкчије везен, а пазуке су разрезаније.
Носе врло разнолике сукње: ђувез, вунена тканина највише ђувезне боје; запрега је пртена или ланена; боча је махом памучна, са врло разноликим бојама и шарама. Све су ове сукње спреда потпуно отворене, тако да се поле једва састављају, а позади су врло укусно наборане. Спреда се носи ћицеља (кицела”, кецеља) или прегача, која је као и боча, врло живописна тканина. (стр. 33)
Јелече је од памучне тканине и веом лепо је нашарано и носи се нарочито лети, док се зими носи антерија, грудњак, дреја и т. д.
Дреја (дреха) је од сукна, дугачка до колена, спреда отворена потпуно и без рукава. Увек је сва извезена, посебно по крајевима, врло лепим везом, а позади по рубовима што иду низ леђа окићена је ресама. Славо се среће пред Први светски рат.
Женске чарапе су много дуже од мушких чарапа и досежу до колена, те се зову доколенке или доколенице и врло су лепо ишаране.
Женски опанци се разликују од мушких по много финијој изради, посебно на врховима. Обувају се увек само врвцама или кучињавом поворком, кајишима никада.
И жене и девојке се убрађују марамама или пешкирима, нарочито за то истканим. Девојке о благим данима, лети иду и гологлаве, са лепо исплетеним витицама, обавијеним око главе.
Одећа им се израђује најчешће од домаћих материјала, док у нижим селима преовлађује страна тканина.
Маринко Станојевић који је истраживао ове крајеве у првој деценији XX век пише и о старијим ношњама о којима је слушао: каже да су мушкарци носили дуге беле хаљине – дреје, као што се у то време носе Пироћанци. У селима Репушници и Папратни још се виђа по који сељак у дугачким белим дрејама, белим јелеком и белим чакширама.